# Runenstein von Karlevi

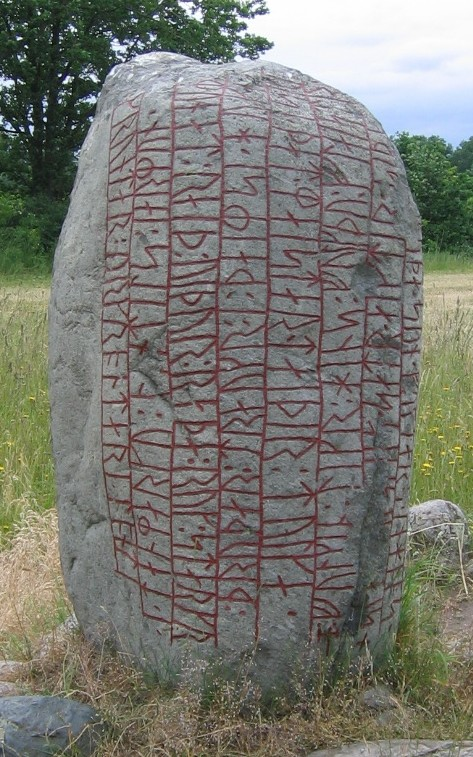
Vorderseite des Karlevistein

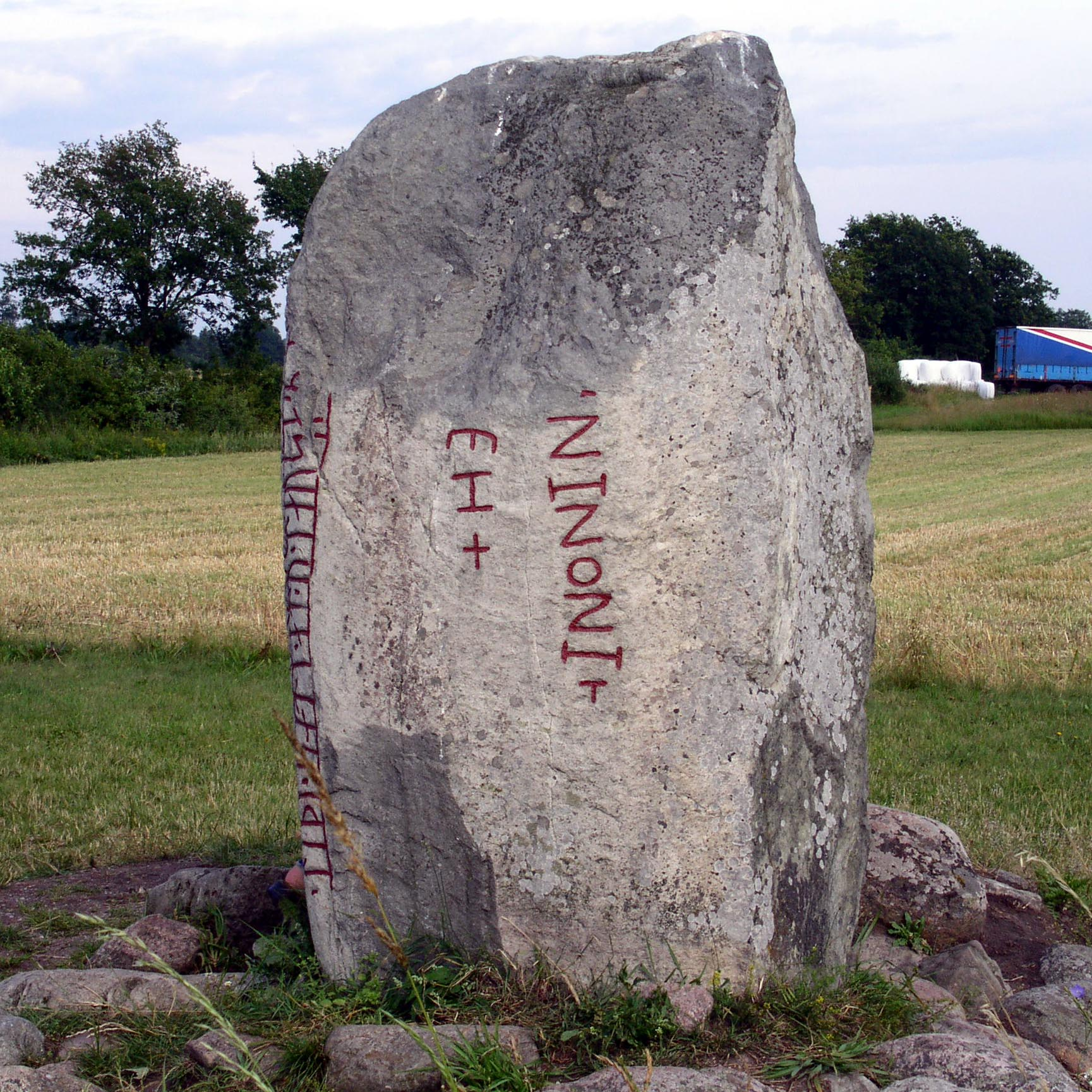
Rückseite des Karlevisteins

Der Runenstein von Karlevi oder Karlevistein (Öl 1) ist ein Runenstein am Runsbäcksvägen in Färjestaden auf der schwedischen Insel Öland. Der Stein wurde um das Jahr 1000 für einen vermutlich dänischen Krieger errichtet und ist Teil einer zwei Grabhügel umfassenden Grabanlage. Besondere philologische Bedeutung in der Mediävistik kommt der Inschrift zu, da hier die bisher einzige runische Aufzeichnung einer Skaldenstrophe im Dróttkvætt-Versmaß vorliegt.

## Inschrift
Die Inschrift des Karlevisteins, geschrieben in einer dänischen Variante des jüngeren Futharks, besteht aus drei Teilen: einem Prosateil, der Dróttkvætt-Strophe und einer weiteren Inschrift auf der Rückseite.

### Prosateil
Der Prosateil beginnt in der Mitte des Steins und verläuft auf und ab nach rechts. Er besagt, dass der Stein zum Gedenken an einen Krieger namens Sibbe errichtet wurde. Der Stein stand vermutlich ursprünglich am Fuße eines Grabhügels, was durch die Dróttkvætt-Strophe bestätigt wird. Der volle Text lautet (übersetzt nach Düwel):

„Dieser Stein ist gesetzt nach Sibbe, [dem] trefflichen (guten) Sohn Foldars. Und seine Kriegerschar setzte auf der Insel [diese] Toten [Erinnerung].“

### Dróttkvætt-Strophe
Die Strophe beginnt ebenfalls in der unteren Mitte der Inschrift, verläuft aber nach links. Im folgenden Text sind Stabreime fett und Binnenreime rot markiert:
| Altwestnordische Transkription | Wortgetreue Übersetzung |
| --- | --- |
| Folginn liggr hinn's fylgðu (flestr vissi þat) mestar dáðir dolga þruðar draugr í þeimsi haugi. Mun-at reið-Viðurr ráða rógostarkr í Danmǫrku Endils jǫrmungrundar ørgrandari landi. | Verborgen liegt, dem folgten (die meisten wissen das) die größten Taten, der Baum der Thrud der Kämpfe (=Krieger) in diesem Hügel. Es wird nicht Wagen-Odin (=Krieger) herrschen kampfstarker, in Dänemarks Endils gewaltiger Boden (=Meer) rechtschaffener Land |

Der Text scheint wenig Sinn zu ergeben. Der Dichter benutzt eine komplizierte Bildersprache mit so genannten Kenningar, und als Versmaß den Dróttkvætt (Hofton). Dieses Versmaß ist besonders schwierig, da der Dichter in jeder Zeile einige Stab- und Binnenreime unterbringen muss, ohne die Grenze von genau sechs Silben pro Zeile zu überschreiten.
In heutige Sprache aufgelöst müsste es in etwa so klingen: „Der Krieger, dem die größten Taten folgten - die meisten wissen das - liegt verborgen in diesem Hügel. Kein kampfstarker und rechtschaffener Krieger wird über ein Land in Dänemark herrschen.“ Beide Male ist mit Krieger der bestattete Sibbe gemeint.

#### Bedeutung der beiden Kenningar

##### dolga þruðar draugr
- dolga bedeutet „Feindschaft“ oder „Kampf“
- þruð Thrud ist der Name der Tochter Thors, der Name bedeutet übersetzt „Kraft“
- draugr meint entweder „Gespenst“ oder „Baum“, dieses Wort wurde oft als Kenning für Krieger benutzt, da solche im Kampf so fest stehen sollten wie ein Baum

Zusammengesetzt als Baum der Thrud der Kämpfe ist diese Kenning eine Umschreibung für einen Krieger, in diesem Fall Sibbe.

##### Endils jǫrmungrundar reið-Viðurr
- Endil ist ein Seekönig, er wird u. a. in der Nafnaþulur der Prosa-Edda genannt
- jǫrmungrund bedeutet „gewaltiger Grund/Boden“
- reið heißt „Wagen“ oder „Ritt“
- Viðurr ist ein Name Odins, übersetzt der „Töter“

Zusammengenommen ist Endils gewaltiger Boden eine Umschreibung für das Meer, in Verbindung mit Meer wird der Wagen zum Schiff, und der Schiff-Krieger ist schließlich eine Umschreibung für Sibbe.

### Rückseite
Auf der Rückseite befindet sich Teil III der Inschrift, bestehend aus lateinischen Buchstaben in Majuskelschrift, die noch nicht zufriedenstellend gedeutet werden konnten. Sie werden von zwei Worttrennern begleitet – einem Kreuz und einem stilisierten Hammerzeichen (vgl. Thorshammer), was auf die Übergangszeit zwischen Heidentum und Christentum hindeutet, in welche der Stein auch datiert wird.